# Shabu-shabu

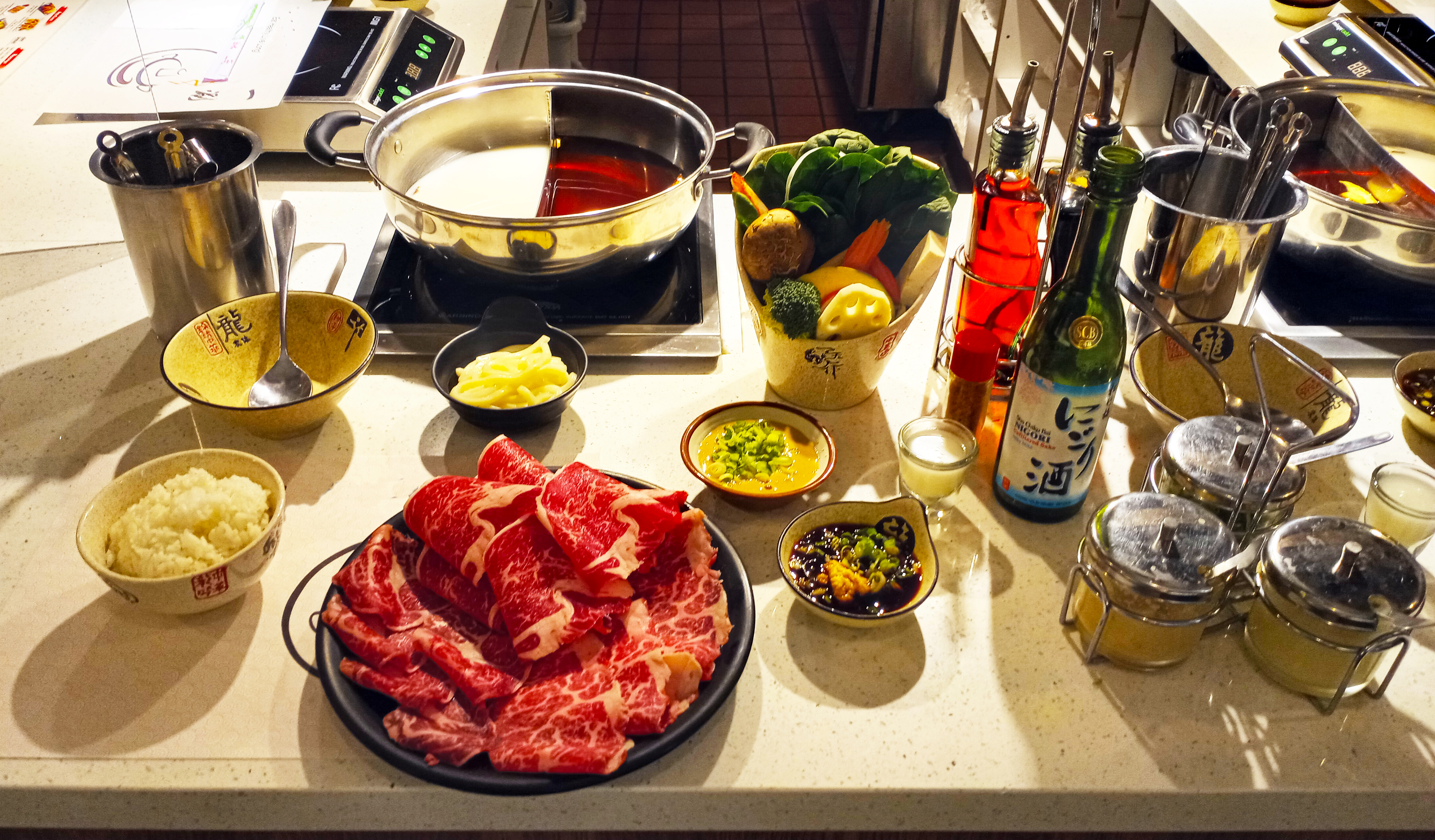
Shabu-shabu.

El shabu-shabu (hiragana:しゃぶしゃぶ , en tailandés: ชาบู), transcrito también syabu-syabu, es una variante Gastronomía de China de hot pot (fondue chino). El plato está relacionado con el sukiyaki en estilo, ya que ambos emplean carne y verdura cortadas finamente, y suelen servirse con salsas para mojar. Sin embargo, difieren radicalmente en sabor: el shabu-shabu es más sabroso y menos dulce que el sukiyaki. Se consideraba un plato invernal pero se consume todo el año.

## Ingredientes
El plato se elabora tradicionalmente con buey cortado finamente, si bien las variantes modernas usan a veces cerdo, cangrejo, pollo, pato o langosta. Lo más frecuente es usar carne tierna de entrecot, si bien son comunes otros cortes menos tiernos como la punta de solomillo. También puede usarse una carne más cara, como la de wagyū, por su sabor y textura mejorados.
El shabu-shabu suele servirse con tofu y verduras, hojas de mojigata, cebolla, zanahoria, setas shiitake y enokitake. En algunos lugares pueden servirse también con udon, mochi y fideos harusame.

## Preparación
El plato se prepara sumergiendo un filete muy fino de carne o un trozo de verdura en una olla de agua hirviendo o dashi (caldo) hecho con kombu (kelp) y agitándolo adelante y atrás varias veces. (El nombre del plato procede del siseo familiar que produce esta acción.) La carne y verdura cocida suelen mojarse en salsa ponzu o goma (de semilla de sésamo) antes de comerla acompañada de un cuenco de arroz blanco cocido al vapor.
Tras comer la carne y la verdura, es costumbre combinar el caldo sobrante en la olla con el arroz restante, bebiéndose la sopa resultante al final.

## Historia
El shabu-shabu fue inventado en Japón, en el siglo XX con la apertura del restaurante Suehiro en Osaka. Suehiro registró el nombre shabu-shabu como marca comercial en 1955. Se cree que tiene dos historias. Una tiene su origen en la olla caliente japonesa Mizutaki, uno de los nabemono más populares de Japón. El Mizutaki tiene varios ingredientes y versiones, pero siempre se basa sólo en Dashi o agua sin sabor. Otro se remonta a la olla caliente mongola interior conocida como cordero hervido al instante (Shuàn Yángròu). Porque el shabu-shabu es muy parecido a este plato, no sólo en el método, sino también en la olla.
La receta se difundió rápidamente por toda Asia y actualmente es un plato popular también en los países occidentales. Junto con el sukiyaki, el shabu-shabu es un plato frecuente en los restaurantes turísticos, especialmente en Tokio, pero también en barrios japoneses de países tales como Estados Unidos.